# Richard Anschütz

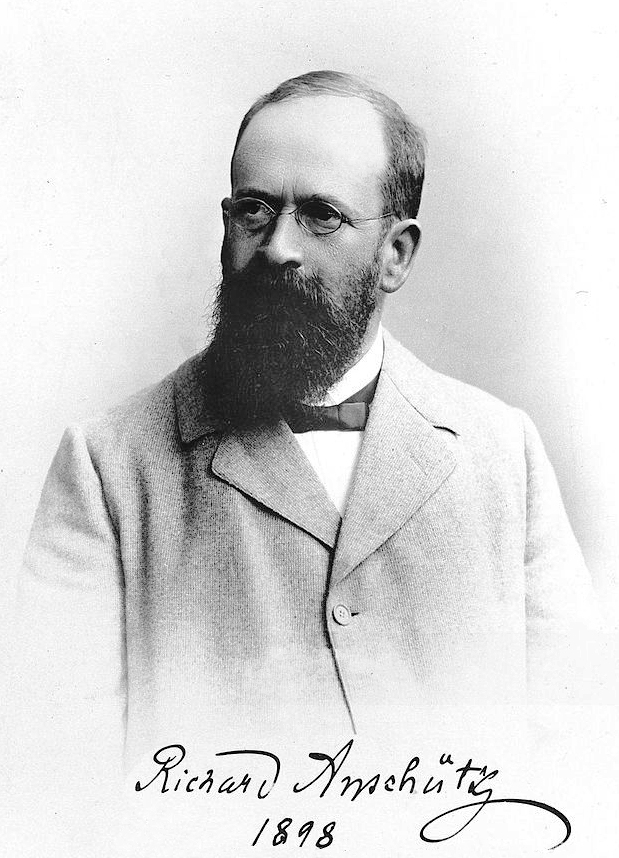
Richard Anschütz, 1898

Carl Johann Philipp Noé Richard Anschütz (* 10. März 1852 in Darmstadt; † 8. Januar 1937 ebenda) war ein deutscher Chemiker und Professor.

## Leben
Er studierte ab 1870 Naturwissenschaften, insbesondere Chemie in Darmstadt, Heidelberg und Tübingen, und wurde 1874 in Heidelberg zum Dr. phil. promoviert. Im folgenden Jahr wurde er Assistent von Kekulé und habilitierte (Über Phenanthren und ein Gesetz der Pyrokondensation) sich 1878. 1882 wurde Anschütz Unterrichtsassistent, 1884 wurde er in Bonn a.o. Professor für organische Chemie und nach dem Fortgang von Otto Wallach im Jahr 1889 Dirigent der praktischen Übungen am Universitätslaboratorium. 1887 wurde er zum Mitglied der Gelehrtenakademie Leopoldina gewählt. Nach dem Tod Kekulés im Jahr 1896 wurde Anschütz am 1. April 1898 dessen Nachfolger an der Bonner Universität. Er war dort Institutsleiter und ordentlicher Professor für Chemie bis 1922 (Emeritierung). 1915/16 amtierte er als Rektor der Universität. 1906 wurde er in Aberdeen zum Dr. jur. e. h. ernannt ebenso zum Dr.-Ing. e. h. an der Technischen Hochschule in Darmstadt. Seit 1935 war er Fellow der Royal Society of Edinburgh.
Anschütz betreute in seiner Laufbahn 100 Doktoranden.
Er bearbeitete das Lehrbuch zur organischen Chemie von V. Richter.
Das Lehrbuch der organischen Chemie von Anschütz-Richter war für viele Jahre eines der wichtigsten Lehrbücher für organische Chemie.
Richard Anschütz ist der Vater von Ludwig Anschütz (1889–1954), früher Professor für organische Chemie an der Deutschen Technischen Hochschule Brünn.

## Wissenschaftliches Werk

### Malein- und Fumarsäure
Anschütz befasste sich bei Kekulé zunächst mit den ungesättigten Carbonsäuren Fumarsäure und Maleinsäure.
Bislang waren nur die Ester der Fumarsäure bekannt. Es war jedoch bekannt, dass die Salze von Fumarsäure und Maleinsäure unterschiedliche physikalische Eigenschaften (Schmelzpunkte) besaßen.
Anschütz erkannte, dass geringe Spuren von Iod bei der Umsetzung von Maleinsäuresalzen mit Ethyliodid genügten, um eine Umlagerung zu Fumarsäureestern zu erreichen.
Durch den Ausschluss von Iod konnte Anschütz reinen Maleinsäureethylester herstellen.
Durch Oxidation von Fumarsäure mit Kaliumpermanganat hatte S. Tanatar eine Dioxosäure erhalten. Anschütz und Kekulé wiesen nach, dass die entstandene Säure die optisch aktive Weinsäure war.
Bei Umsetzung von Maleinsäure mit Kaliumpermanganat wurde die optisch inaktive meso-Weinsäure erhalten.
Anschütz war nun an der chemischen Konstitution der Maleinsäure, der Fumarsäure, der optisch aktiven und der optisch inaktiven Weinsäure interessiert. Er zeigte, dass bei der optisch aktiven Weinsäure keine zwischenmolekulare Bindung zwischen zwei Weinsäuremolekülen vorhanden ist, sondern dass die Weinsäure nur als Salz von zwei optisch aktiven Weinsäuremolekülen vorliegt.
(Nachweis als Diacetylmethylester durch Dampfdruck).
Zur Herstellung von Säureanhydriden bei den Synthesen wurde Acetylchlorid verwendet.
Später fasste er seine Ergebnisse zur Stereochemie von Fumarsäure und Maleinsäure zusammen.

### Oxalsäure
Zur Herstellung von Oxalsäureanhydrid erhitzte Anschütz die Oxalsäure auf 100 °C; dabei kam es zu einer Wasserabspaltung mit Anhydridbildung. Wasserfreie Oxalsäure erwies sich als gutes Kondensationsmittel für chemische Reaktionen.
Durch Einwirkung von Alkohol wurde Alkyloxalsäure gebildet.
Durch Umwandlung mit Phosphorpentachlorid und Destillation erhielt er Alkyloxalsäurechloride neben Dichloroxalsäureester. Aus dem Dichloroxalsäureester konnte nach Umsetzung mit Natriumethanolat der Tetraalkyloxalsäureester dargestellt werden.

### Sonstiges

Der „Claisen-Aufsatz“ ist ein seitlich erweiterter „Anschütz-Aufsatz“ mit genormten Glasschliffen.

Durch Oxidation von Phenanthren konnte Phenanthrenchinon dargestellt werden. Bei Abwesenheit von Lauge konnte durch weitere Oxidation mit Kaliumpermanganat die Diphensäure dargestellt werden. Unter Baseneinfluss bildete sich hingegen das Diphenylenketon (Fluorenon).
In seiner Arbeitsgruppe wurde eine Anthracendarstellung aus Benzol, Aluminiumtrichlorid und Tetrabromethan mittels Friedel-Crafts-Alkylierung gefunden, welche auch als Anschütz-Anthracen-Synthese bekannt ist. Mit 1,1-Dichlorethan, Benzol und Aluminiumtrichlorid konnte das 9,10-Dimethylanthracen dargestellt werden. Der Ersatz von Benzol durch Toluol oder Xylol ergab mehrfach alkyliertes Anthracen.
Anschütz untersuchte weiterhin die Einwirkung von Phosphortri- und Phosphorpentachlorid auf Phenole. Dabei wurden mitunter destillierbare Phosphorsäureester erhalten.
1896 gelang die Strukturaufklärung von Tartrazin.
Zahlreiche Laborgeräte wurden von ihm weiterentwickelt; heute noch vielseitig verwendet werden der so genannte Anschütz-Aufsatz (Zweihalsaufsatz nach Anschütz) und der Vorstoß nach Anschütz-Thiele.

## Veröffentlichungen

### Als Autor
- August Kekulé. Band 1: Leben und Wirken. Verlag Chemie, Berlin 1929
- August Kekulé. Band 2: Abhandlungen, Berichte, Kritiken, Artikel, Reden. Verlag Chemie, Berlin 1929
- Die Bedeutung der Chemie für den Weltkrieg. Cohen, Bonn 1915
- zusammen mit Thomas Carnelly/August Friedrich Karl Himly/G. Schultz: Zur Bestimmung des Schmelzpunktes. In: Zeitschrift für Analytische Chemie. (Springer (Hrsg.)), 1. Dezember 1878, S. 468–471.

### Als Herausgeber
- Josef Loschmidt: Konstitutions-Formeln der organischen Chemie in graphischer Darstellung. W. Engelmann, Leipzig 1913
- Viktor Richter: Chemie der Kohlenstoffverbindungen oder organische Chemie. 2 Bände, Geest & Portig, Leipzig 1949